# Ben Poquette
Benedict Jay Poquette, detto Ben (Ann Arbor, 7 maggio 1955), è un ex cestista statunitense, professionista nella NBA e in Italia.

## Carriera
Venne selezionato dai Detroit Pistons al secondo giro del Draft NBA 1977 (36ª scelta assoluta).

## Statistiche

### NBA

#### Regular Season
| Anno      | Squadra             | PG  | PT  | MP   | TC%  | 3P%  | TL%  | RP  | AP  | PRP | SP  | PP   |
| --------- | ------------------- | --- | --- | ---- | ---- | ---- | ---- | --- | --- | --- | --- | ---- |
| 1977-1978 | Detroit Pistons     | 52  | -   | 12,0 | 42,2 | -    | 70,0 | 2,8 | 0,4 | 0,2 | 0,4 | 4,5  |
| 1978-1979 | Detroit Pistons     | 76  | -   | 17,6 | 42,7 | -    | 78,2 | 4,4 | 0,8 | 0,5 | 1,3 | 6,7  |
| 1979-1980 | Utah Jazz           | 82  | -   | 28,6 | 52,3 | 0,0  | 83,2 | 6,8 | 1,6 | 0,5 | 2,0 | 8,9  |
| 1980-1981 | Utah Jazz           | 82  | 82  | 34,2 | 52,8 | 50,0 | 77,8 | 7,7 | 2,0 | 0,8 | 2,1 | 9,5  |
| 1981-1982 | Utah Jazz           | 82  | 56  | 20,7 | 51,4 | 30,0 | 80,8 | 5,0 | 1,1 | 0,6 | 0,8 | 6,6  |
| 1982-1983 | Utah Jazz           | 75  | 50  | 31,1 | 47,2 | 20,0 | 75,1 | 6,9 | 2,2 | 0,9 | 1,5 | 11,0 |
| 1983-1984 | Cleveland Cavaliers | 51  | 4   | 16,8 | 43,9 | 20,0 | 79,1 | 3,6 | 1,0 | 0,4 | 0,6 | 3,6  |
| 1984-1985 | Cleveland Cavaliers | 79  | 6   | 21,0 | 46,0 | 17,6 | 79,6 | 6,0 | 1,0 | 0,6 | 0,7 | 6,7  |
| 1985-1986 | Cleveland Cavaliers | 81  | 3   | 18,5 | 47,7 | 20,0 | 72,0 | 4,6 | 1,0 | 0,4 | 0,4 | 5,0  |
| 1986-1987 | Cleveland Cavaliers | 37  | 1   | 11,8 | 50,0 | 0,0  | 79,5 | 2,1 | 0,8 | 0,2 | 0,6 | 3,1  |
| 1986-1987 | Chicago Bulls       | 21  | 1   | 8,0  | 52,5 | 0,0  | 81,8 | 1,1 | 0,3 | 0,1 | 0,6 | 2,4  |
| Carriera  | Carriera            | 718 | 203 | 22,0 | 48,3 | -    | 77,9 | 5,2 | 1,2 | 0,5 | 1,1 | 6,8  |

#### Playoffs
| Anno     | Squadra             | PG | PT | MP   | TC%  | 3P% | TL%  | RP  | AP  | PRP | SP  | PP  |
| -------- | ------------------- | -- | -- | ---- | ---- | --- | ---- | --- | --- | --- | --- | --- |
| 1985     | Cleveland Cavaliers | 4  | 0  | 22,8 | 61,9 | -   | 80,0 | 3,5 | 0,3 | 0,5 | 1,5 | 7,5 |
| Carriera | Carriera            | 4  | 0  | 22,8 | 61,9 | -   | 80,0 | 3,5 | 0,3 | 0,5 | 1,5 | 7,5 |